# 倍井謙
倍井 謙（ますい けん、2001年4月4日 - ）は、愛知県出身のプロサッカー選手。Jリーグ・ジュビロ磐田所属。ポジションはミッドフィールダー（MF）。

## 略歴
小学校1年生からサッカーを始める。当時から名古屋グランパスのサポーターであり、試合でマギヌンのエスコートキッズを務めたことがある。また憧れの選手は玉田圭司だった。
名古屋中学校1年生の時に名古屋グランパスのアカデミーに加入。U-18チーム在籍時の2018年には日本クラブユース選手権とJユースカップの2冠を達成し、自身も日本クラブユース選手権の得点王を獲得した。またこのシーズンは2種登録選手としてトップチームにも登録されたが、正式昇格には至らず、名古屋高等学校卒業後は関西学院大学に進学した。
2022年9月11日、2024シーズンからの名古屋グランパス加入が内定し、同年11月25日、ASローマとの親善試合で同じく加入内定者であった榊原杏太、行徳瑛らと共にトップチームデビューを果たした。
翌2023シーズンは特別指定選手としてチームに登録され、5月24日のルヴァンカップ・ヴィッセル神戸戦で公式戦デビューを飾った。2024年2月23日、J1リーグ開幕戦の鹿島アントラーズ戦でJ1リーグ戦に初出場。同年4月13日に行われたJ1リーグ第8節のジュビロ磐田戦でJリーグ初ゴールを記録。
2025シーズンはジュビロ磐田へ期限付き移籍する事を発表した。2月15日に行われた開幕戦の水戸ホーリーホック戦からスタメンで出場。チームのシーズン初ゴールを決めて磐田の5年ぶりの開幕戦で勝利に貢献。2月22日、第2節のサガン鳥栖戦でも得点を決めて磐田の10年ぶりの開幕2連勝に貢献した。また、ヤマハスタジアムでは名古屋時代に磐田相手に得点を決めており、第2節の得点によりヤマハスタジアムで3試合連続得点を挙げた事となった。

## 所属クラブ
- 東海スポーツ
- 名古屋グランパスU-15（名古屋中学校）
- 名古屋グランパスU-18（名古屋高等学校）
  - 2018年 名古屋グランパス（2種登録選手）[8]
- 関西学院大学
  - 2023年 名古屋グランパス（特別指定選手）[9]
- 2024年 - 名古屋グランパス
  - 2025年 - ジュビロ磐田（期限付き移籍）

## 個人成績
| 国内大会個人成績 | 国内大会個人成績 | 国内大会個人成績 | 国内大会個人成績 | 国内大会個人成績 | 国内大会個人成績 | 国内大会個人成績 | 国内大会個人成績 | 国内大会個人成績 | 国内大会個人成績 | 国内大会個人成績 | 国内大会個人成績 |
| 年度             | クラブ           | 背番号           | リーグ           | リーグ戦         | リーグ戦         | リーグ杯         | リーグ杯         | オープン杯       | オープン杯       | 期間通算         | 期間通算         |
| 年度             | クラブ           | 背番号           | リーグ           | 出場             | 得点             | 出場             | 得点             | 出場             | 得点             | 出場             | 得点             |
| 日本             | 日本             | 日本             | 日本             | リーグ戦         | リーグ戦         | リーグ杯         | リーグ杯         | 天皇杯           | 天皇杯           | 期間通算         | 期間通算         |
| ---------------- | ---------------- | ---------------- | ---------------- | ---------------- | ---------------- | ---------------- | ---------------- | ---------------- | ---------------- | ---------------- | ---------------- |
| 2021             | 関西学院大       | 17               | -                | -                | -                | -                | -                | 2                | 1                | 2                | 1                |
| 2023             | 名古屋           | 45               | J1               | 1                | 0                | 1                | 0                | 0                | 0                | 2                | 0                |
| 2024             | 名古屋           | 17               | J1               | 25               | 2                | 4                | 0                | 1                | 0                | 30               | 2                |
| 2025             | 磐田             | 71               | J2               |                  |                  |                  |                  |                  |                  |                  |                  |
| 通算             | 日本             | 日本             | J1               | 26               | 2                | 5                | 0                | 1                | 0                | 32               | 2                |
| 通算             | 日本             | 日本             | 他               | -                | -                | -                | -                | 2                | 1                | 2                | 1                |
| 総通算           | 総通算           | 総通算           | 総通算           | 26               | 2                | 5                | 0                | 3                | 1                | 34               | 3                |

- 2018年は2種登録選手（公式戦出場無し）、2023年は特別指定選手。

## 代表歴
- U-23日本代表
  - カンボジア遠征（2022年）

## タイトル

### クラブ
名古屋グランパスU-18
- 日本クラブユースサッカー選手権 (U-18)大会（2019年）
- Jリーグユース選手権大会（2019年）

### 個人
- 日本クラブユースサッカー選手権 (U-18)大会得点王（2019年）